# Corsaire du Roy
Corsaire du Roy,, est le huitième tome de la série de bande dessinée L'Épervier.

## Synopsis
Piégé par la belle comtesse de Séverac, une balle dans la tête, subissant les pires tortures et à la merci des frères Pouliquen, Yann de Kermeur est en très mauvaise posture. D'autant plus que le temps presse et qu'à Versailles, le roi et son ministre s’inquiètent de son silence. Heureusement, le fier corsaire peut compter sur la fidélité de son équipage qui le retrouve évanoui et sérieusement blessé peu de temps après  être parvenu à s'enfuir. Résolu à révéler à monsieur de Maurepas les méfaits de la comtesse, Yann entreprend de lui écrire, mais au même moment, le ministre apprend une nouvelle calamité : au Canada, les indiens menés par un mystérieux "diable casqué de fer" viennent d'attaquer et de tuer tous les habitants d'un fort. Totalement bouleversé, il ne peut s’empêcher d'en parler au roi et à monsieur de Chevigné. Cependant, ce dernier semble avoir changé de camp et ment à l'étrange homme masqué en prétendant qu'il n'a jamais entendu parler de cet évènement. Pendant ce temps à Brest, Aude de Séverac apprend que l'Épervier n'est pas mort et qu'il a l'intention d'écrire à Maurepas. Elle parvient à dérober la lettre et, ne sachant plus que faire, envoie un message aux Anglais pour qu'ils coulent la Méduse.
A bord, c'est enfin le départ, mais Caroff n'ira pas au Canada : il reste en France et reçoit pour mission de remettre une lettre à Agnès de la part de Yann. A Kermellec, celle-ci refuse les avances de son futur mari, allant jusqu'à le gifler. La Méduse lève enfin l'ancre, première destination : Port-Louis, où ils doivent embarquer une princesse indienne, sa suite et un officier colérique. A peine ont-ils quitté le fort qu'ils sont attaqués par deux frégates anglaises, parvenant à s'échapper de justesse grâce à une intuition de Yann. Pendant ce temps, Agnès doit faire face aux avances de plus en plus pressantes du marquis de Beaucourt. Elle se défend en l’assommant avec un chandelier puis, se rendant compte de ce qu'elle a fait, s'enfuit à cheval. Malheureusement, elle est poursuivie par Beaucourt et, lorsque son cheval se blesse, il la rattrape et la ramène au château. Enfin, dans le but de se faire pardonner par la comtesse de Séverac et afin de se venger de l’Épervier, Ricardo monte à bord d'un bateau anglais en partance pour le Canada en espérant, une fois là-bas, empêcher Yann de mener à bien sa mission.

## Personnages
- Yann de Kermeur ;
- son équipage : Cha-Ka, Asani, Caroff ;

- À Versailles :
  - Le roi Louis XV : roi de France qui charge Yann de sa mission au Canada ;
  - M. de Maurepas : ministre de la marine ;
  - M. de Chevigné : proche du ministre de la marine, bien informé ;

- En Bretagne :
  - Comtesse Aude de Séverac
  - Agnès de Kermellec : fidèle à la parole donnée, elle doit épouser Henri de Beaucourt. Elle pense toujours à Yann ;
  - Henri de Beaucourt : futur époux d'Agnès ;
  - Ricardo : homme de main de Mme de Séverac ;
  - Princesse Mali : princesse amérindienne, passagère de la Méduse.

## Lieux
- Brest
- Port-Louis
- Château de Versailles